# Nebelbrunnen
Ein Nebelbrunnen ist ein aus Glas, seltener aus Keramik oder Stein gestaltetes, meist schalenförmiges Wassergefäß, in dem ein piezoelektrischer Ultraschallschwinger zum Herstellen eines feinen Wassernebels mittels Zerstäuben befestigt ist. Oft sind Beleuchtungen vorhanden, um die über dem Wasser treibenden Nebel effektvoll anzuleuchten. Meist wird ein Ständer mitgeliefert, der ein Aufstellen frei im Raum ermöglicht. Bei Aufstellung auf Möbeln können diese durch den absinkenden Nebel befeuchtet und damit beschädigt werden.
Es wird sehr weiches, besser destilliertes Wasser eingefüllt, damit sich keine Kalkablagerungen am Gerät bilden.
Die Nebelerzeugung erfolgt durch einen etwa teelichtgroßen piezoelektrischen Ultraschallschwinger, der meist verdeckt und immer knapp unter der Wasseroberfläche angeordnet wird. Die in diesem Gerät eingebaute Spezialkeramik wandelt die angelegte elektrische Spannung in Ultraschall, der aus dem Wasser feine Tröpfchen mechanisch herausreißt. Diese Tröpfchen sind so fein, dass sie längere Zeit in der Luft schweben und einen Nebel erzeugen können.
Durch den Nebel wird die Luft in den Räumen befeuchtet. Dies kann besonders im Winter bei zu geringer Luftfeuchte einen Beitrag zur Luftbefeuchtung leisten. Für eine wirksame Anhebung der Luftfeuchte in normal belüfteten größeren Räumen reicht die eingebrachte Wassermenge jedoch nicht aus.
Eine gelegentlich behauptete negative Ionisierung des Nebels oder der Luft kann ein Nebelbrunnen aufgrund des rein mechanischen Funktionsprinzips nicht leisten.

## Gesundheitsgefahr
- Befeuchterlunge (exogen-allergische Alveolitis)
- Befeuchterfieber (toxische Alveolitis)

## Quelle
- http://www.sr-online.de/fernsehen/453/661740-2.html